# مايكل هنري هايم
مايكل هنري هايم (بالإنجليزية: Michael Henry Heim)‏ هو مترجم أمريكي، ولد في 21 يناير 1943 في نيويورك في الولايات المتحدة، وتوفي في 29 سبتمبر 2012 في لوس أنجلوس في الولايات المتحدة.